# Pizza Maffia
Pizza Maffia is een Nederlandse film uit 2011. Het scenario is gebaseerd op het gelijknamige boek van Khalid Boudou.

## Verhaal
Pizzakoeriers Brahim (Iliass Ojja) en Haas (Mamoun Elyounoussi) werken bij Pizzeria Novara. De vader van Brahim (Sabri Saad El Hamus) is de eigenaar, maar omdat die ziek is werkt de vader van Haas (Hakim Traïdia) er als zijn vervanger. Brahim en Haas zijn op hun scooters een groot gevaar op de weg, en veroorzaken allerlei schade en overlast.
Op een dag constateert de vader van Brahim dat de vader van Haas minder geld aan hem afdraagt dan overeenkomt met de administratie. Hij beschuldigt hem ervan geld achter te houden. De vader van Haas is verontwaardigd en wil niet meer blijven werken in de pizzeria, en Haas vertrekt ook. Ze beginnen een eigen pizzeria aan de overkant. De vriendschap tussen Brahim en Haas komt zo ook onder druk te staan.
Brahim wil piloot worden, maar zijn vader saboteert dat door een brief van de luchtmacht met de oproep voor een keuring achter te houden. Brahim is boos en gaat naar zijn oom en helpt hier en daar mee in de pizzeria. Brahim ontdekt dat Haas dure spullen heeft. Haas geeft tegenover Brahim toe dat hij destijds het geld gestolen heeft van Brahims vader. Er ontstaat een gevecht tussen de twee dat uitloopt op een scooterachtervolging op de snelweg. Hierbij raakt Brahim gewond en belandt in het ziekenhuis, waardoor hij niet naar de keuring kan. Haas geeft zich uit voor Brahim bij de keuring en ze worden weer de beste vrienden. Uiteindelijk als Brahim hersteld is wordt hij aangenomen voor de vliegeniersopleiding.

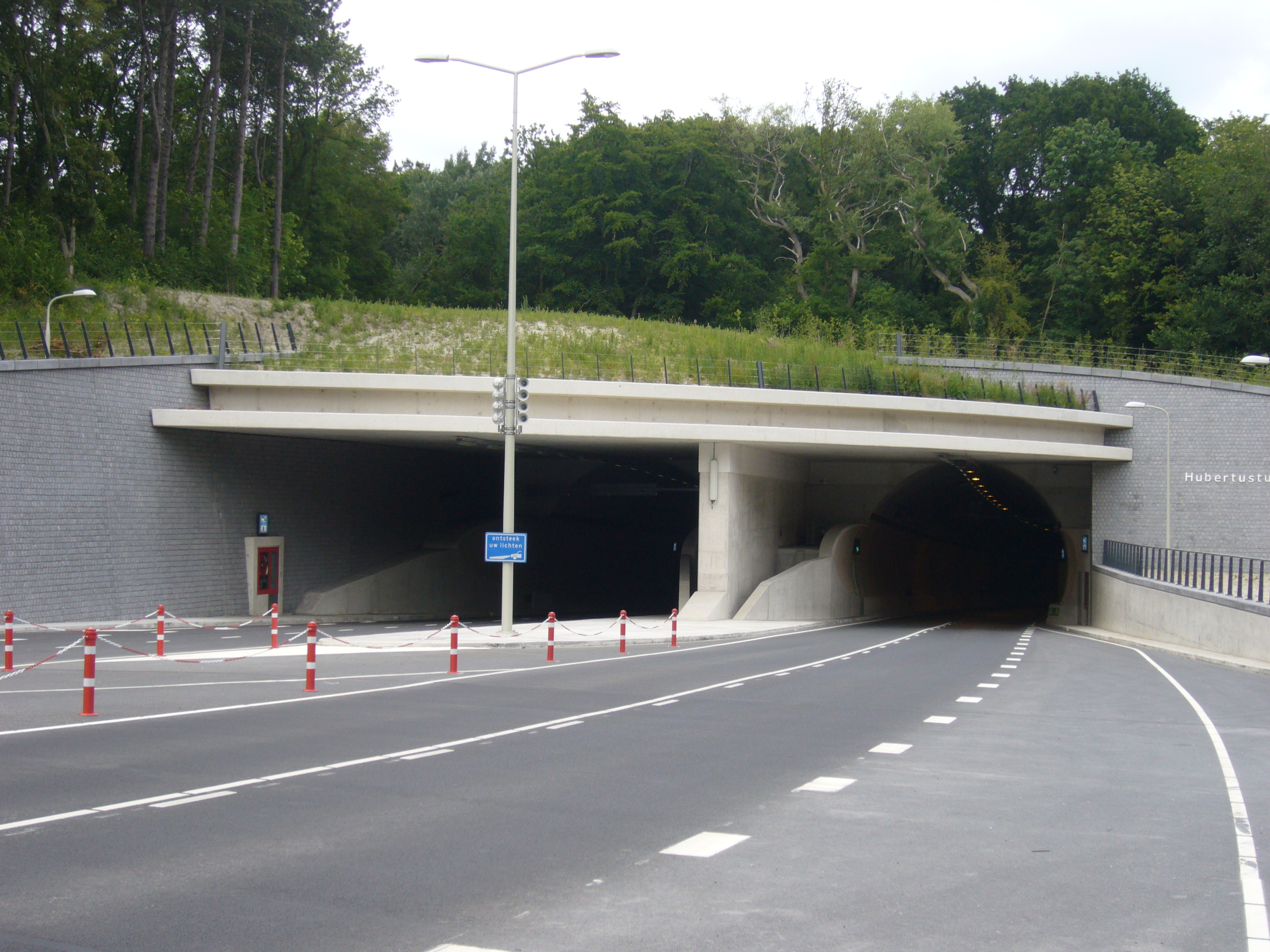
De Hubertustunnel, die als locatie voor de scooterachtervolging heeft gediend.
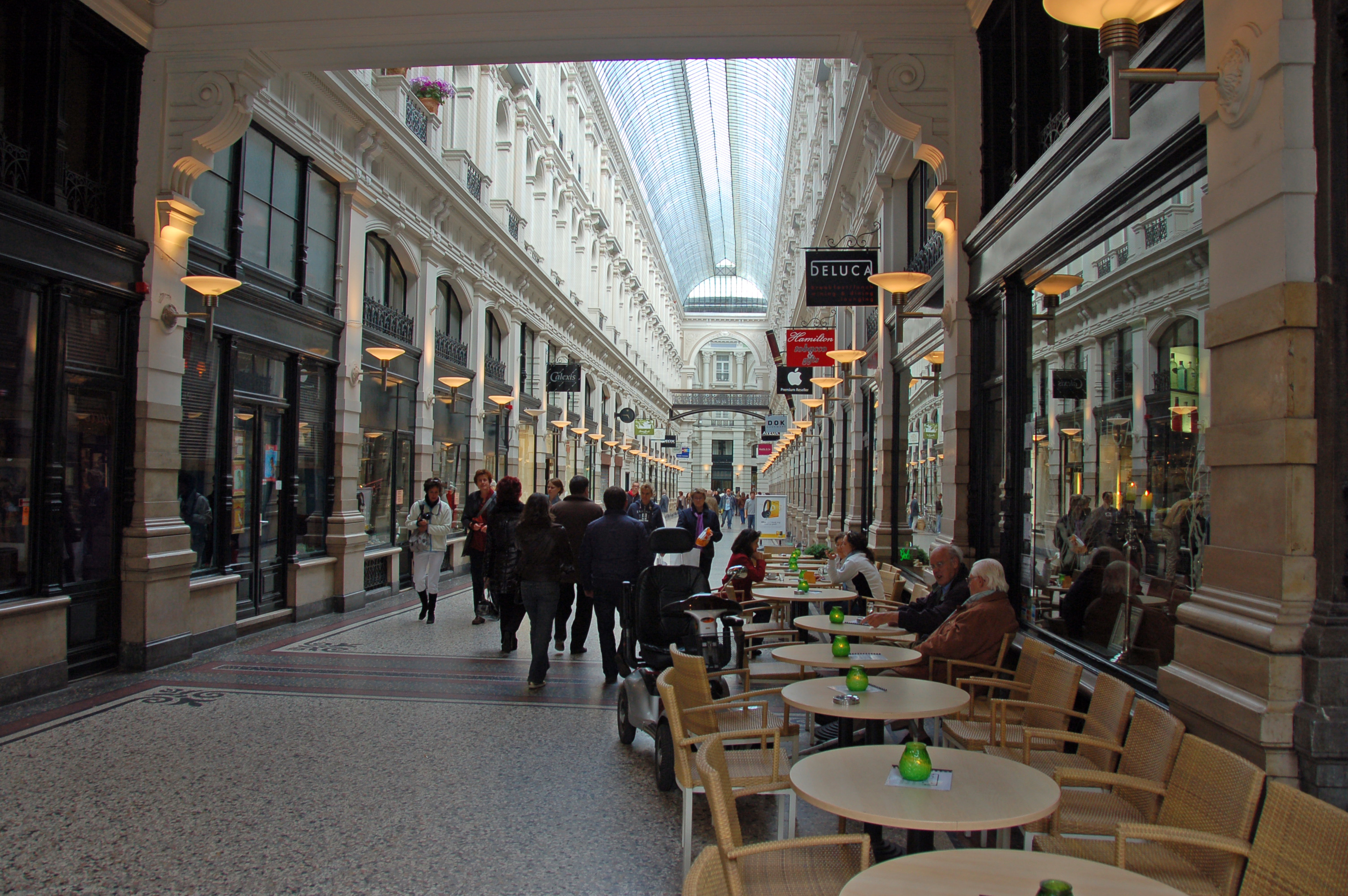
Een scène werd in de Passage gefilmd.